# Ron Bridgewater

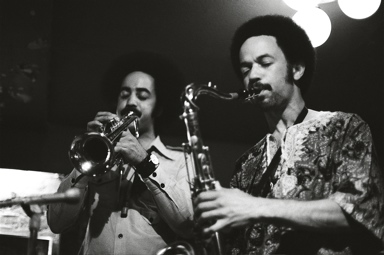
Ron Bridgewater (rechts) und sein Bruder Cecil im Club Boomer’s, New York 1976

Ronald „Ron“ Bridgewater (* 1947 in Champaign (Illinois)) ist ein US-amerikanischer Jazzmusiker (Sopran- und Tenorsaxophon, Flöte, auch Komposition) und Hochschullehrer.

## Leben und Wirken
Bridgewater stammte aus einer Musikerfamilie; sein Bruder ist der Jazztrompeter Cecil Bridgewater, mit dem er zu Beginn seiner Karriere in New York City u. a. bei Aufnahmen von Melvin Sparks (Texas Twiste, 1972) und Billy Parkers Fourth World Band mitwirkte. Im selben Jahr tourte er noch als Student der University of Illinois at Urbana-Champaign mit dem Thad Jones/Mel Lewis Orchestra durch die Sowjetunion. In den folgenden Jahren arbeitete er u. a. als Mitglied dieser Bigband sowie mit Lonnie Liston Smith & The Cosmic Echoes, Sam Rivers (Crystals, 1974), Horace Silver, Dee Dee Bridgewater, Anthony Braxton (Creative Orchestra Music 1976), Max Roach & The J.C. White Singers, McCoy Tyner, Kazumi Watanabe, Michael Carvin, Brother Jack McDuff und Houston Person. Für Jon Faddis/Billy Harper (Jon & Billy) schrieb er den Titel „Water Bridge-Mizu Hashi San“. 1978 nahm er mit seinem Bruder (als Bridgewater Brothers) für Denon das gemeinsame Album Generations Suite auf. Im Bereich des Jazz war er laut Tom Lord zwischen 1972 und 1997 an 32 Aufnahmesessions beteiligt, in Chicago mit Malachi Thompsons Freebop Band. Bridgewater war außerdem als Theatermusiker am New Yorker Broadway tätig, wo er an Shows wie Ain't Misbehavin', Sophisticated Ladies und Lena Horne - The Lady and Her Music mitwirkte.
Bridgewater unterrichtete seit 1989 in der Musikfakultät der University of Illinois at Urbana-Champaing; seit 1994 lehrte er dort als Associate Professor Jazz-Saxophon und Improvisation, nachdem er in seiner New Yorker Zeit bei Jazzmobile unterrichtete.

## Diskographische Hinweise
- Dee Dee Bridgewater: Afro Blue (Trio Records, 1974)
- McCoy Tyner: Focal Point  (Milestone, 1976)
- Bridgewater Brothers: Generations Suite (Denon, 1979), mit Cecil Bridgewater, Hubert Eaves, Donald Smith, Reggie Workman, Michael Carvin
- Cecil Bridgewater: Mean What You Say (Brownstone, 1998)